# Gefüllte Kohlrabi
Gefüllte Kohlrabi sind eine Gemüsezubereitung aus den Knollen des Kohlrabi. Es gibt verschiedene Zubereitungsweisen.

## Geschichte
Ein Rezept für gefüllte Kohlrabi kann in dem Werk Opera des italienischen Kochs Bartolomeo Scappi aus dem Jahr 1570 nachgewiesen werden. Die Baltendeutsche Helene von Molochowetz veröffentlichte um 1860 ein Rezept in ihrem Kochbuch Geschenk für junge Hausfrauen.

## Zubereitung
Die Knollen werden von den Blättern befreit, wobei junge Blätter feingehackt für die Füllung mitverwendet werden können. Die Kohlrabi werden dann geschält, holzige Stellen großzügig entfernt. Kohlrabi können gekocht oder gedämpft werden, dann ausgehöhlt. Das ausgeschabte Innere wird feingehackt und mit weiteren Zutaten (beispielsweise Hackmasse mit Zwiebelwürfeln) vermengt für die Füllung verwendet. Die gefüllten Kohlrabi werden im Backofen gegart.
In der österreichischen Küche werden die Knollen roh ausgehöhlt, mit der Fleischmasse gefüllt und dann in Wasser oder Fleischbrühe gedünstet. Die Kochbrühe kann zu einer Soße mit etwas Mehlschwitze eingedickt werden.